# Gauche socialiste
Pour les articles homonymes, voir Gauche socialiste (homonymie).
La Gauche socialiste (dite GS) est un courant du Parti socialiste fondé en 1991 par Julien Dray, Jean-Luc Mélenchon et Marie-Noëlle Lienemann, situé à l'aile gauche du parti. Elle prend la suite de la Nouvelle École socialiste (NES), fondée par les deux premiers en 1988, en réaction à « l'ouverture » du gouvernement de Michel Rocard à des personnalités politiques centristes. La GS devient durant les années 1990 le principal courant de l'aile gauche du PS avant d'éclater en 2002 à la suite de désaccords entre Jean-Luc Mélenchon et Julien Dray.
La Gauche socialiste édite À gauche jusqu'au départ de Mélenchon du courant en 2002. Il est alors remplacé par La Tête à gauche.

## Origines

### Question socialiste (1981-1988)
A l'automne 1981, quelques mois après l'élection de François Mitterrand, plusieurs militants du syndicat étudiant Unef-ID dont Julien Dray ou Laurence Rossignol rejoignent le Parti socialiste à la suite de leur exclusion de la Ligue communiste révolutionnaire (LCR).
Ils fondent alors un groupe de réflexion nommé Question socialiste qui se donne pour objectif de construire un courant sur l’aile gauche du PS, dominée depuis le congrès d'Épinay par le CERES de Jean-Pierre Chevènement, et le courant « Poperéniste » (Jean Poperen, Jean-Marc Ayrault, Alain Vidalies, Colette Audry) allié aux « Mitterrandistes » depuis 1973.
Les membres de Question socialiste prennent un part active dans le Mouvement contre la réforme Savary des universités de 1983 via l'Unef-ID, à la fondation de SOS Racisme en 1984, puis au mouvement étudiant contre le projet de loi Devaquet en 1986.
En préparation du congrès de Lille de 1987, Question socialiste présente une contribution générale nommée « le Monde du 14 janvier » inspirée du mouvement étudiant et très ancrée à gauche. Elle est présentée par Isabelle Thomas, figure médiatique du mouvement étudiant et membre du Comité directeur du PS et par Julien Dray. Ils sont rejoints par Convergence recherches initiative pour une alternative socialiste (CORIAS), une scission du CERES opposée à la nouvelle ligne « républicaine » de Jean-Pierre Chevènement, et par quelques mitterrandistes comme Jean-Luc Mélenchon. Durant le congrès, ils intègrent la motion unique « Rassembler pour gagner » menée par Lionel Jospin.

### Nouvelle École socialiste (1988-1991)
Après sa réélection en 1988, François Mitterrand nomme Michel Rocard à la tête d'un gouvernement d'« ouverture » incluant des personnalités du centre comme Michel Durafour (UDF-RAD), Jean-Marie Rausch (UDF-CDS) ou Jean-Pierre Soisson (UDF-PR). Opposés à cette stratégie, Julien Dray, Jean-Luc Mélenchon et les signataires de la contribution « le Monde du 14 janvier » décident de se réunir au sein de la Nouvelle École socialiste (NES). Ils prônent alors une alliance entre les socialistes, les écologistes qui commencent à percer dans le paysage politique et les communistes rénovateurs qui avaient soutenu la candidature dissidente de Pierre Juquin. Sur la forme, les médias soulignent leur attachement à la symbolique marxiste lors des réunions ou manifestations, issu selon eux de leur passé trotskyste (portraits de figures du socialisme, drapeaux rouges ou du poing et de la rose...).
Après avoir tenté un rapprochement avec les « Poperénistes », la NES présente une motion autonome « Un cours nouveau pour l'action socialiste » lors du congrès de Rennes en 1990. Ce congrès est marqué par de profondes divisions chez les socialistes qui commencent à préparer l'après-Mitterrand. Une guerre de succession entre « jospinistes », « fabiusiens » et « rocardiens » débouche au dépôt de sept motions dont aucune ne dépasse les 30 %. L'aile gauche est tout autant divisée entre « République et socialisme » de Chevènement qui obtient 8,52, les « Poperénistes » avec 7,20 %, la NES qui ne remporte que 1,35 % des votes et la motion « SESAME » de Marie-Noëlle Lienemann avec 0,66 %.
Au moment de la Guerre du Golfe, la NES s'inscrit dans la minorité du PS (avec les chevènementistes) opposée à l'intervention française dans le conflit. Un rassemblement de cette minorité est alors proposé par Jean-Pierre Chevènement au sein d'un « pôle de gauche », sans y parvenir. Toutefois, la NES et le courant de Marie-Noëlle Lienemann fusionnent pour donner naissance à la Gauche socialiste (GS) durant l'été 1991,.

## Gauche socialiste (1991-2002)

### Développement du courant
Lors du congrès extraordinaire de l'Arche de décembre 1991, auquel les socialistes arrivent à se rassembler autour d'une remise à jour idéologique, la Gauche socialiste présente ses premiers textes, marqués par sa critique de l'intervention française dans la guerre du Golfe. Son amendement « Une VIe République pour le changement social » obtient 6,33 % des voix.
Au congrès de Bordeaux de 1992 qui doit déterminer le programme du PS pour les législatives de 1993, la GS présente le texte « La belle alliance » qui insiste sur la stratégie d’union « Rouge, Rose, Verte » (PS, PCF, Verts), mais il ne recueille que 7,26 % des voix.
À partir du congrès du Bourget, la GS participe à la majorité nationale du PS avec Michel Rocard puis Henri Emmanuelli, puis retourne dans la minorité lorsque Lionel Jospin est élu premier secrétaire en octobre 1995. Ce dernier doit faire face durant les débats internes aux amendements à l'écho grandissant de la Gauche socialiste, qui depuis la scission des Jean-Pierre Chevènement dans le Mouvement des citoyens (MDC), est devenue le principal courant de l'aile gauche. Elle est rejointe en 1994 par Gérard Filoche et son courant Démocratie et Socialisme (D&S) issu de la LCR.
Des proches prennent le contrôle du syndicat étudiant UNEF-ID qui, comme SOS Racisme, servent de pépinière à la formation de jeunes dirigeants.

### 1997-2002: le PS au gouvernement
Au lendemain de la victoire de la Gauche plurielle sur des engagements qu'elle a beaucoup contribué à modeler (emploi des jeunes, 35 heures, majorité plurielle), la GS décide dans un contexte qui ne lui est pas favorable de marquer sa différence sur une question complexe : celle de l’avenir de l’Europe.
La Gauche socialiste refuse la logique du traité d’Amsterdam qui grave dans le marbre le pacte de stabilité de rigueur monétaire avec ses conséquences sur la croissance et le chômage. La Gauche socialiste insiste aussi sur la nécessité d’engager vite et simultanément les 35 heures dans toutes les grandes et petites entreprises privées et publiques. Sa motion « État d'urgence sociale : pour une autre cohérence » obtient 10,21 % des voix lors du Congrès de Brest de 1997 et Jean-Luc Mélenchon qui s'est présenté à l'élection du premier secrétaire obtient 8,82 % face à François Hollande. Partie d'environ 1 % des voix du PS, la Gauche socialiste se renforce au fil des ans jusqu'à peser 13,5 % au congrès de Grenoble en 2000.
La GS structure un regroupement européen des gauches de plusieurs partis d'Europe avec notamment au SPD, des personnalités comme Oskar Lafontaine jusqu'à son départ du SPD en 1999: la République sociale européenne.
Au début des années 2000, Jean-Luc Mélenchon est nommé Ministre délégué à l'Enseignement professionnel et Marie-Noëlle Lienemann Secrétaire d’État au Logement dans le gouvernement Jospin.

### Éclatement après 2002
En 2002, la Gauche socialiste éclate après le choc de l'élection présidentielle de 2002 et l'échec de Lionel Jospin le 21 avril 2002. Alors que le courant se divisait dans l'orientation à donner au syndicalisme étudiant, la défaite fait éclater les contradictions de la GS dont deux dirigeants avaient intégré le gouvernement Jospin à une période, où il se coupait des classes populaires et où Julien Dray et certains de ses proches font une lecture opposée aux choix de 1991 au moment de la guerre du Golfe après les attentats du 11 septembre.
Jean-Luc Mélenchon quitte la GS pour former Nouveau Monde avec Henri Emmanuelli et Alain Vidalies (ex-poperéniste) après leurs rencontres d'août 2002 à Nantes. Fin 2002, ce qui reste de la Gauche socialiste est partie prenante de la création du Nouveau Parti socialiste avec Arnaud Montebourg, Vincent Peillon et Benoît Hamon.
Cependant, dès avril 2003, un mois avant le congrès de Dijon, Julien Dray et Marie-Noëlle Lienemann rallient la future majorité conduite par François Hollande. Un certain nombre de militants de la GS dont Gérard Filoche refusent ce ralliement et restent au Nouveau Parti socialiste. La GS en tant que telle n'existe plus, même si son nom reste revendiqué par les proches de Julien Dray.

### Maintien par Julien Dray
À l'instar de la direction du PS, Julien Dray soutient le « oui » au référendum sur la constitution européenne du 29 mai 2005, alors que ses anciens compagnons de l'aile gauche font campagne pour le « non ». Le groupe qu'il a maintenu subit alors de nouveaux départs dont ceux de Laurence Rossignol, Samia Ghali, Daniel Goldberg à l'approche du congrès anticipé au Mans. Ces derniers rejoignent notamment la motion Rassembler à Gauche portée par Laurent Fabius et soutenue par Jean-Luc Mélenchon.
Julien Dray est en 2007 le porte-parole et conseiller de Ségolène Royal, notamment par l'association Désirs d'avenir et Ségosphère, le mouvement de jeunesse constitué en association monté en 2006 pour soutenir la candidature de Ségolène Royal.
En 2008, des anciens de la GS sont présents dans toutes les motions concurrentes du Congrès de Reims, mais Julien Dray, Malek Boutih et bon nombre de ses proches soutiendront la motion E proche de Ségolène Royal. Dray ratera le poste de numéro 2 de la motion E donné à Vincent Peillon. Avec la victoire de Martine Aubry, la GS sera minoritaire dans la minorité ce qui aura raison d'elle.
Enfin en 2012, la guerre entre Julien Dray et Malek Boutih à propos de l'investiture PS dans la circonscription de Grigny - Sainte-Geneviève dans le 91 peut être vue comme la fin du courant.

## Personnalités

### Parcours au sein du PS après 2002
| Nom                    | Congrès de Dijon (2003)                             | Congrès du Mans (2005)                            | Primaire de 2006 (soutien de) | Congrès de Reims (2008)                      | Primaire de 2011 (soutien de)          |
| ---------------------- | --------------------------------------------------- | ------------------------------------------------- | ----------------------------- | -------------------------------------------- | -------------------------------------- |
| Julien Dray            | Motion majoritaire (Gauche socialiste)              | Motion majoritaire (Gauche socialiste)            | Ségolène Royal                | L'espoir à gauche (Désirs d'avenir)          | François Hollande                      |
| Jean-Luc Mélenchon     | Nouveau Monde                                       | Rassembler à gauche (Trait d'union)               | Laurent Fabius                | Un monde d'avance (Trait d'union)            | Quitte le PS en 2008 (Parti de gauche) |
| Marie-Noëlle Lienemann | Motion majoritaire (Gauche socialiste)              | Rassembler à gauche                               | Laurent Fabius                | Un monde d'avance (Ambition socialiste)      | Martine Aubry                          |
| Laurence Rossignol     | Motion majoritaire (Gauche socialiste)              | Rassembler à gauche                               | Laurent Fabius                | Pôle des Reconstructeurs                     | Martine Aubry                          |
| Daniel Goldberg        | Motion majoritaire (Gauche socialiste)              | Rassembler à gauche                               | Laurent Fabius                | Pôle des Reconstructeurs                     | Martine Aubry                          |
| Malek Boutih           | Motion majoritaire (Gauche socialiste)              | Motion majoritaire (Gauche socialiste)            | Ségolène Royal                | L'espoir à gauche (Désirs d'avenir)          | François Hollande                      |
| Samia Ghali            | Motion majoritaire (Gauche socialiste)              | Motion majoritaire (Gauche socialiste)            | Ségolène Royal                | L'espoir à gauche (Désirs d'avenir)          | Martine Aubry                          |
| Harlem Désir           | Motion majoritaire (Gauche socialiste)              | Motion majoritaire (Gauche socialiste)            | Lionel Jospin (non candidat)  | Motion de Bertrand Delanoë                   | /                                      |
| Jérôme Guedj           | Nouveau Monde                                       | Rassembler à gauche (Trait d'union)               | Laurent Fabius                | Un monde d'avance (Trait d'union)            | Martine Aubry                          |
| Gabriel Amard          | Nouveau Monde                                       | Rassembler à gauche (Trait d'union)               | Laurent Fabius                | Un monde d'avance (Trait d'union)            | Quitte le PS en 2008 (Parti de gauche) |
| Isabelle Thomas        | Nouveau Monde                                       | Nouveau Parti socialiste (Alternative socialiste) | Laurent Fabius                | Un monde d'avance (Nouveau Parti socialiste) | Martine Aubry                          |
| Bruno Julliard         | Nouveau Monde                                       | Nouveau Parti socialiste (Alternative socialiste) | Laurent Fabius                | Un monde d'avance (Nouveau Parti socialiste) | Martine Aubry                          |
| Gérard Filoche         | Nouveau Parti socialiste (Démocratie et socialisme) | Nouveau Parti socialiste (Alternative socialiste) | Laurent Fabius                | Un monde d'avance (Démocratie et socialisme) | Martine Aubry                          |

## SFIO
La Gauche socialiste est aussi le nom porté de 1921 à 1947 par un courant de la SFIO éditant un bulletin lui aussi nommé À gauche.